# اختناق
الاختناق هي حالة من النقص الشديد في المعروض من الأكسجين إلى الجسم والذي ينشأ من عدم القدرة على التنفس بشكل طبيعي. على سبيل المثال من أنواع الاختناق هو الاختناق بسبب انسداد مجرى الهواء choking. الاختناق يسبب حالة من نقص الأكسجة العامة generalized hypoxia، الأمر الذي يؤثر في المقام الأول على الأنسجة والأعضاء. هناك العديد من الظروف التي يمكن أن تحدث الاختناق، وكلها تتميز بعدم قدرة الفرد على الحصول على ما يكفي من الأكسجين من خلال التنفس لفترة ممتدة من الزمن. يمكن أن تشمل هذه الظروف ولكنها لا تقتصر على: انقباض أو انسداد المسالك الهوائية (مثلاً من الربو وتشنج الحنجرة laryngospasm، أو انسداد بسيط من وجود مواد غريبة)، أو من وجود الفرد في بيئات حيث الأكسجين لا يمكن الوصول إليه بسهولة (مثلاً تحت الماء، أو في الفراغ)، أو من وجود الفرد في بيئات حيث يتوفر الأكسجين بما فيه الكفاية، ولكن لا يمكن تنفسه بشكل ملائم نظراً لتلوث الهواء (مثلاً تلوث الهواء بالدخان بشكل مفرط). الاختناق يمكن أن يسبب الغيبوبة أو الموت.

## مراحل تسبب الاختناق
1. التنفس الطبيعي
2. انقطاع الأوكسجين بشكل تام وحاد
3. مرحلة من فرط التهوية يتسرع بها تنفس المريض تستمر عدة دقائق
4. توقف التنفس البدئي
5. مرحلة التنفس التنهدي
6. توقف التنفس الثانوي
7. الوفاة

في مرحلة التنفس التنهدي يصبح التنفس بطيء وغير منتظم وعمقه مختلف، النبض مجسوس مع زرقة نهايات، وفي مرحلة توقف التنفس الثانوي يحدث هبوط ضغط وصدمة وشحوب ورخاوة، يحتاج لدعم تنفسي بالمنفسة وإلا حَدثت الوفاة.

## نتائج الاختناق ونقص الأكسجة
أولا: يعاد توزيع الدم بحيث يذهب بمعظمه إلى الدماغ من أجل الحفاظ على ترويته لأطول فترة ممكنة فتتأثر بذلك تروية الأعضاء الأخرى مما يؤهب لأذية فيها والأعضاء هي:
- القلب يصاب باعتلال عضلة قلبية
- الأمعاء تصاب بالتهاب قولون وأمعاء منخر
- الكلية تصاب بنخر أنبوبي حاد.

ثانيا: تتقبض الأوعية الرئوية فيرتفع الضغط الرئوي.
ثالثا: ينقص نتاج القلب بسبب الحماض الذي ببطئ النبض ويخفض الضغط.
رابعا: تخرب آلية التنظيم الذاتي للتروية الدماغية.

## وصلات خارجية
- الاختناق، اختناق Asphyxia ( الاسفكسيا – الأسفكسيا )